# 야마가타 마사카게

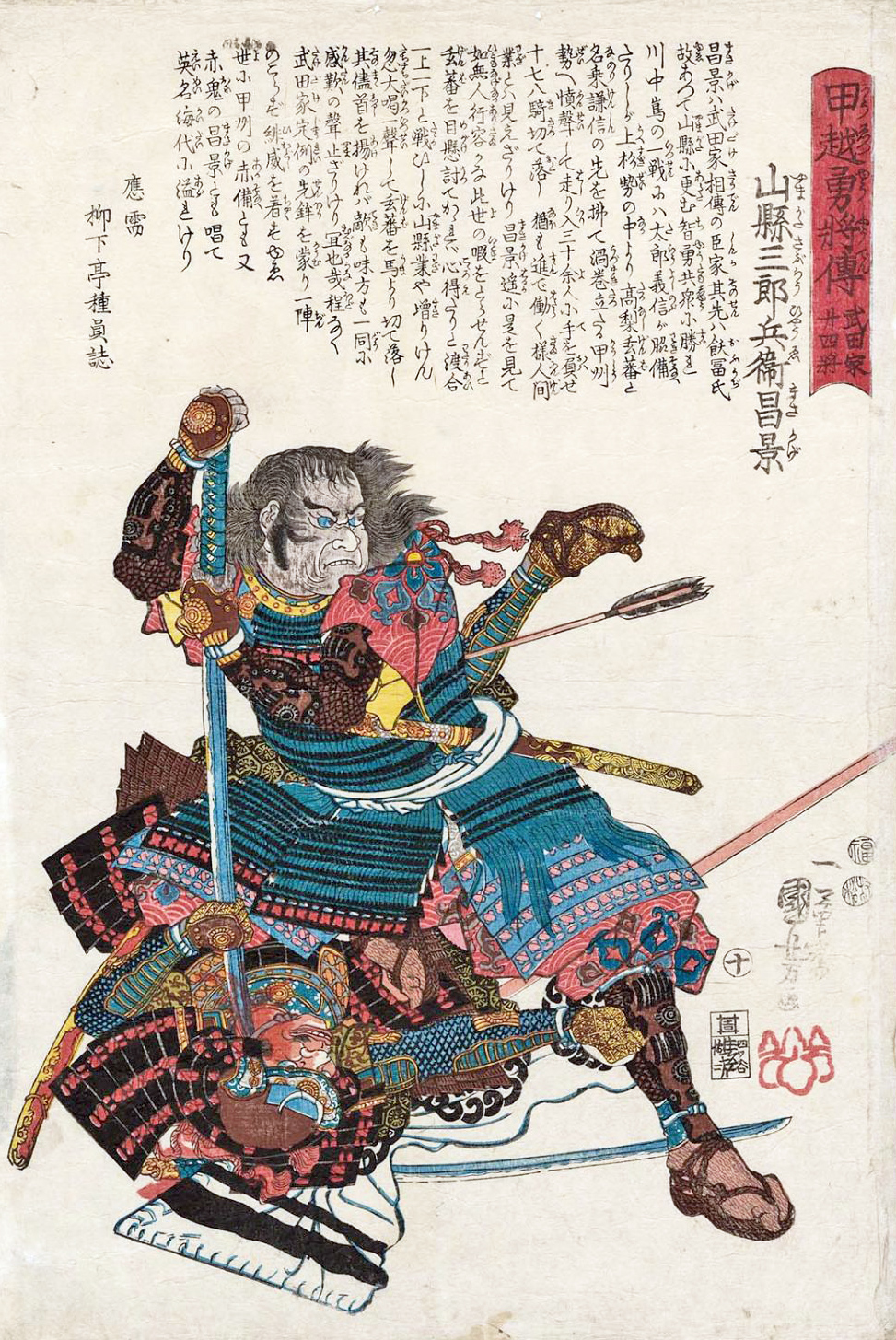
야마가타 마사카게

야마가타 마사카게(일본어: 山県昌景/山縣昌景, 1529년 ~ 1575년 6월 29일)는 센고쿠 시대의 무장이다. 가이 다케다가의 가신으로, 다케다 사천왕(武田四天王)으로도 유명하다.

## 생애

### 신겐 시절
오부 도라마사의 동생으로 기술 되어있지만, 조카라고도 전해진다. 야마가타 마사카게의 옛이름은 오부 겐시로(飯富源四郎)이다. 처음 다케다 신겐의 근습으로 일하면서, 계속되어 사번(使番)이 된다. 시나노 침공에 대해 첫출진을 했으며, 간노미네성(神之峰城) 공략에서는 앞장서서 전공을 세운다. 덴분 21년 (1552년), 시나노 공격때 공적에 의해서 기마 150기의 사무라이 대장(侍大将)으로 발탁된다. 이 후에도 도라마사에게 뒤떨어지지 않는 무사행동을 발휘해서 "마사카게가 가는 곳은 적이 없다"라는 말이 생겼다. 에이로쿠(永禄) 6년(1563년), 사부로효우에노죠(三郎兵衛尉)를 자칭하였다. 그 후에도 순조롭게 전공을 세우고,대대로 이어온 가로중과 다투어져 300기지의 대장이 된다.
그러나 에이로쿠 8년(1565년), 신겐의 적남 다케다 요시노부(武田義信)와 그의 부역이었던 도라마사가 모반을 일으키면서, 혈족이었던 도라마사와 관여하고 있던 일을 감안하여 이것을 신겐에게 호소했다는 말이 있다. 이 공적으로 인해서 도라마사의 붉은부대(赤備え部隊)를 계승하고, 신겐의 아버지 다케다 노부토라의 대 때 단절되었던 야마카타(山県)라는 성을 주어지고, 야마가타 마사카게로 이름을 개명한다. 이타가키 노부카타와 아마리 도라야스이 우에다하라 전투에서 전사한 후, 다케다가의 정치최고기관 이었던 "시키(職)"를 하라 마사타네(原昌胤)와 함께 맡았다.
그 후에도 고즈케 미노와성(箕輪城) 공략전투, 스루가 침공(駿河侵攻), 오다와라성 공격 등, 신겐을 따라서 중요한 전투에 참전하고 무공을 세운다. 또한 마사카게는 무용만 뛰어난 것이 아니라 내정,외교의 감각이 뛰어났다.
겐키 3년(1572년) 10월, 신겐의 상경작전이 개시하면서, 신겐의 하명으로서 군사 5000명을 인솔한 별동대를 이끌고 미카와 동부의 나가시노성 경유로 하마마쓰 방면으로 진군, 미카와 야와노코오리(八名郡) 가키모토성(柿本城), 월국하여 도토미 이다이라성(井平城)도 함락시키고, 남진, 하마마쓰성을 압박하는 기관을 만들고 신겐 본부대와 합류 하였다. 같은 해 12월 22일에는 다케다군이 압승한 미카타가하라 전투에서 도쿠가와 이에야스 본진으로 돌진하여, 다케다군의 배후를 노리고 있었던 이에야스군을 반대로 토벌하였다. 이 후에도 계속되는 추격적을 전개하여, 이에야스에게 한때는 자결을 각오시켰다고까지 전해졌다.
겐키 4년(1573년) 4월, 신겐이 병에 걸렸을 때 "나의 죽음을 3년간 숨겨라, 그리고 다케다 가쓰요리를 보좌해주거라", "내일은 세타(瀬田)에 기를 세우자" 와 같은 고인의 명령을 받을어 바바 노부하루와 함께 중진의 필두로서 신겐의 적자 다케다 가쓰요리를 보좌하였다. 그러나 마사카게는 가쓰요리와 사이가 좋지않아, 가쓰요리로부터 소외당했하고 한다.

### 최후
텐쇼 3년(1575년)의 나가시노 전투에서 가쓰요리한테 철퇴를 진언하였으나 가쓰요리는 진언을 수용하지 않았다.
그리고 5월 21일의 시타라가하라 전투(設楽原決戦)에서 다케다군 좌익을 담당하여 도쿠가와 진으로 돌격하였다. 전사를 각오한 마사카게는 분전하여 적진을 부수고 적 방어진의 요점을 돌파했으나 결국 이 결전으로 다케다군은 많은 전사사가 나왔으며 굴욕적인 대패를 맞보았다.
이 전투에서는 마사카게와 쓰치야 마사쓰구(土屋昌次)는 전사하였는데 마사카게는 마에다 도시이에부대의 총탄에 맞고 향년 47세로 장렬하게 전사 하였다. 나가시노 합전에서 전사한 마사카게의 수급은 가신 시무라 미쓰이에(志村光家)이 적군에게 빼앗기지 않기 위해 가져갔다고 하였다.

## 인물
- 노부나가 공기(信長公記)에서 나가시노 전투에서 죽인 목 리스트의 필두로 마사카게 라는 이름이 있다. 그만큼 그의 이름이 적측에도 넓게 알려지고 있었음을 알 수 있다.
- 신겐의 측근중에서도 신겐으로부터의 신임이 두터웠다고 한다.
- 다케다 4천왕(武田四天王), 다케다 24장(武田二十四将)의 1인